# 괘불

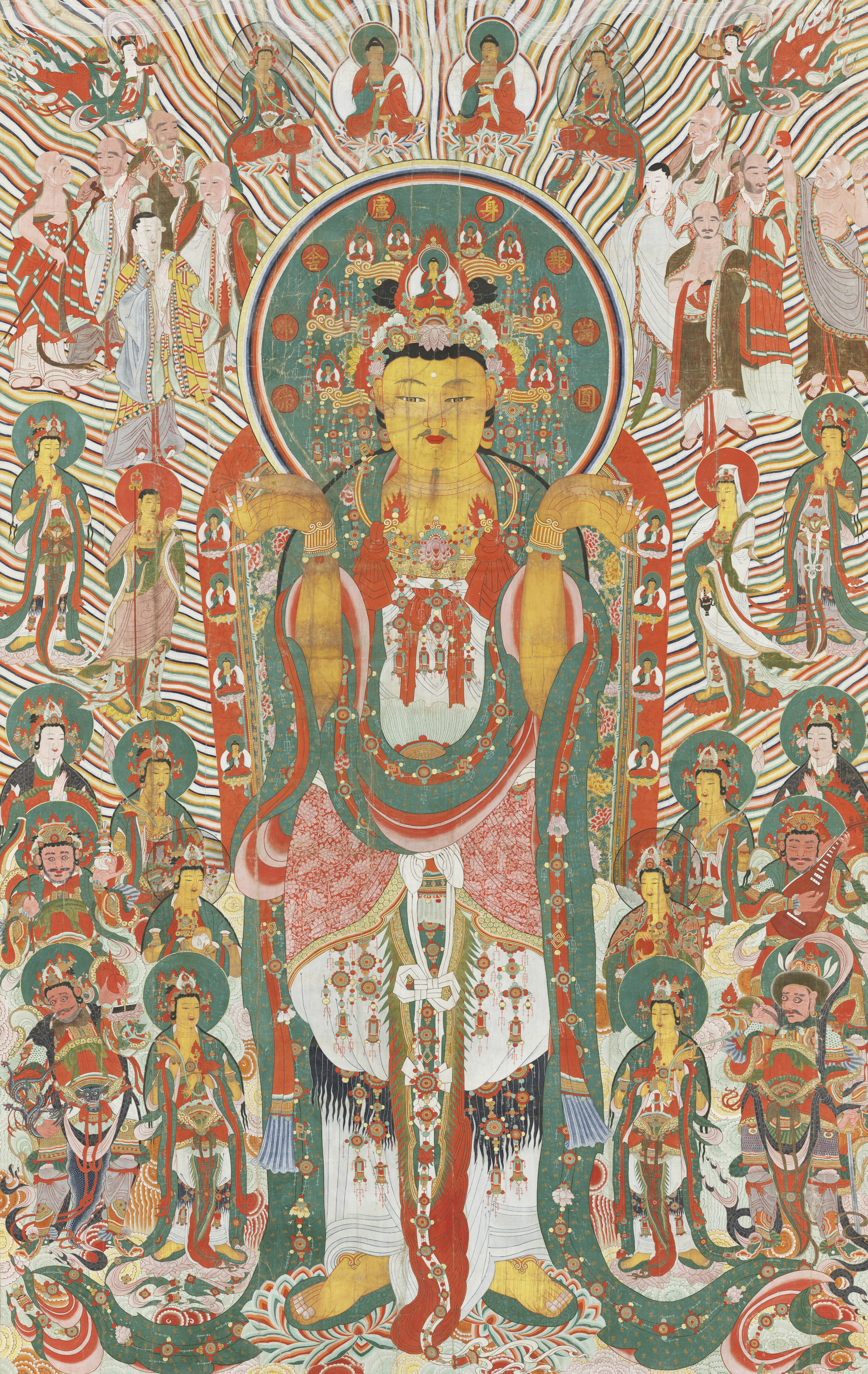
공주 신원사 노사나불괘불탱
(대한민국의 국보 제299호)

괘불(掛佛)은 그림으로 그려서 걸어 놓은 부처의 모습을 말한다. 석가탄신일이나 영산재, 수륙재 등 많은 대중이 모여 법당에서 법회를 가질 수 없는 경우 야외법회에 모셔 성대하게 불교의식을 거행하기 위해 제작한 대형 불화를 말한다. 괘불도(掛佛畵) 또는 괘불탱(掛佛幀), 괘불화(掛佛畵) 라고도 한다.

## 구성
괘불은 현존하는 작품을 기준으로 볼 때 17세기 초반부터 20세기 초반에 걸쳐 지속적으로 제작되어 왔으며, 비로자나 삼신불 · 영산회상 · 미륵보살 · 석가삼존불 등 다양한 소재로 그려졌으며, 지역적인 제작 특징도 보인다. 또한, 각 시기 마다 제작되는 도상의 내용과 표현형식이 변화되는데, 불교의 문화역량과 신앙형태의 변화에 따른 것으로 그 역사성과 문화적 가치를 살필 수 있다.
괘불의 화기(畵記)에는 조성 연대와 화승, 제작에 필요한 각각의 공양물 등을 시주한 인명이 기록되어 있다.

## 관련 문화재
괘불 여러 점이 국보나 보물로 지정되어 있다.

## 주해
1. ↑  화기(畵記)란 불화에 기록된 명문을 말한다.

## 같이 보기
- 탕카